# Jacque Fresco

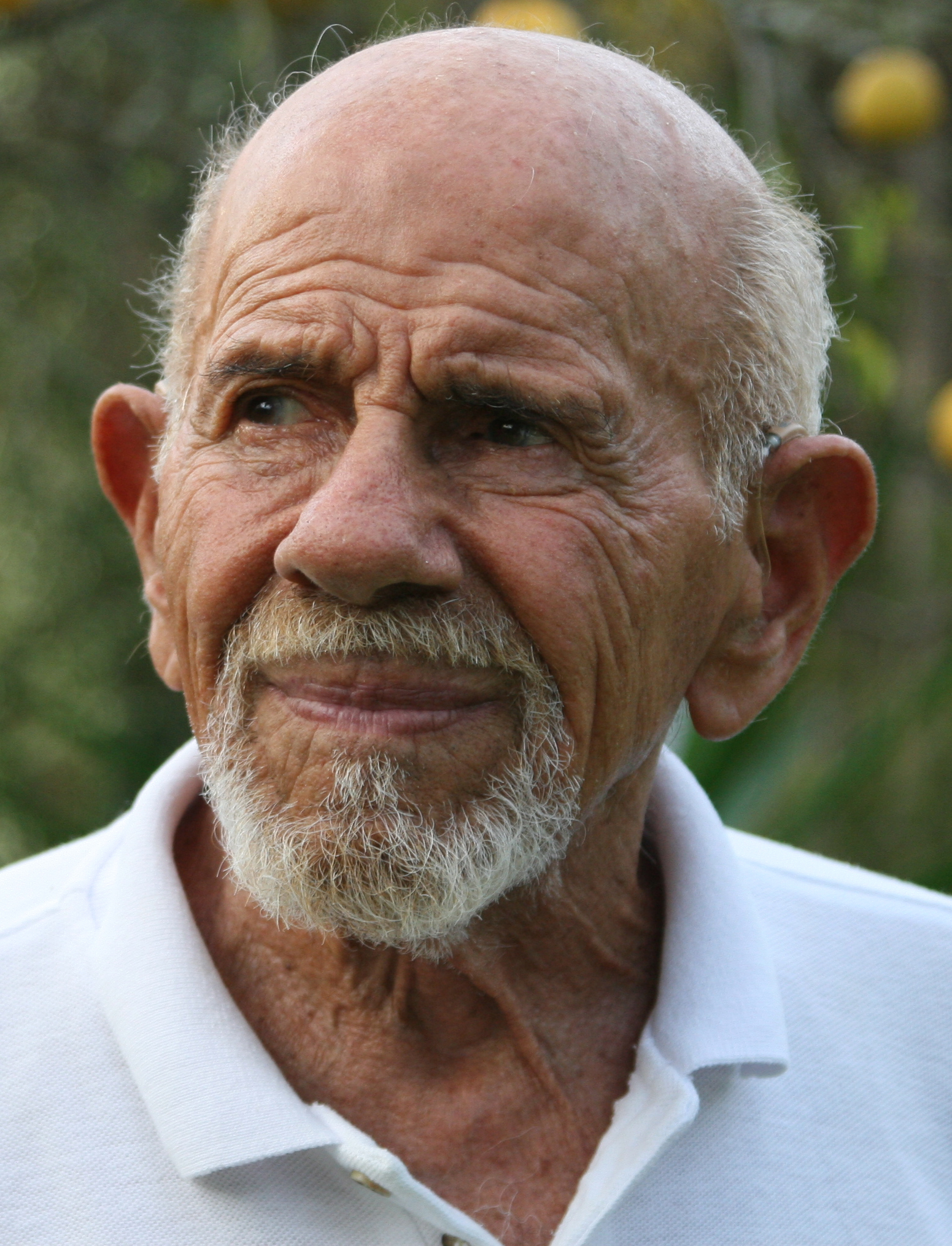
Jacque Fresco

Jacque Fresco (Brooklyn, 13 maart 1916 - Sebring (Florida), 18 mei 2017) was een Amerikaans industrieel ontwerper, auteur, uitvinder, futuroloog en oprichter van The Venus Project.
Hij begon zijn professionele carrière als design consultant voor Rotor Craft Helicopter Company. Hij diende in het leger bij Design en Development Unit op de Wright-Patterson Air Force Base in Dayton (Ohio), Verenigde Staten, en werkte voor de Raymond De-Icer Corporation als een onderzoeks-ingenieur.
In latere jaren pleitte hij onder andere voor een op grondstoffen gebaseerde economie.
De vooruitgang van de technologie zou meer middelen beschikbaar kunnen stellen aan meer mensen waardoor corruptie en hebzucht verdwijnen en in plaats daarvan krijgen de mensen meer kans om elkaar te helpen.
The Venus Project is gestart rond 1975 door Fresco en Roxanne Meadows in Venus in Florida in de Verenigde Staten. Het onderzoekscentrum is een 85.000 m² project met diverse koepelvormige gebouwen van zijn ontwerp. Hier wordt gewerkt aan boeken en films met daarin concepten en ideeën om uit te werken. Fresco heeft een uitgebreid gamma van schaalmodellen op basis van zijn ontwerpen.
Het Venus Project is gebaseerd op het idee dat armoede wordt veroorzaakt door de verstikkende werking van de op hoge winsten gedreven systemen.
In 2006 is de film Future by design uitgebracht, waarin het leven en werk van Jacque Fresco wordt beschreven.
Het Venus Project is prominent aanwezig in de in 2008 gemaakte documentaire Zeitgeist als mogelijke oplossing voor de mondiale problemen. Naar aanleiding van de film is The Zeitgeist Movement opgericht om de overgang te steunen van een monetaire economie naar een resource-based economy.
In juli 2016 ontving Jacque Fresco een Novus Summit award voor City Design / Community. Novus Summit wordt ondersteund door UN DESA (Afdeling Economische en Sociale Zaken van de Verenigde Naties).
Fresco werd 101 jaar oud.
- Gemeinsame Normdatei: 13979610X
- International Standard Name Identifier: 0000 0000 4250 5833
- Library of Congress Control Number: n95115881
- SNAC: w68p7qrd
- Virtual International Authority File: 4187492
- WorldCat: E39PBJcR7rGqrmmM7bywmVfH4q